# Raspoloživost mreže
Raspoloživost mreže (engl.: network availability) sposobnost opreme da ponovo počne obavljati svoje funkcije nakon što je na mrežnom priključku otkrila signal daljinskog aktivatora (eng. remotely initiated trigger). Pod tim signalom misli se na signal vanjskog izvora koji dolazi do opreme putem mreže. Da bi se izvor energije smatralo niskonaponskim, mora imati natpisnu pločicu s izlaznim naponom manje od 6 volti te izlaznu struju na natpisnoj pločici veću ili jednaku 550 miliampera. Kad oprema može ponovo početi obavljati svoju funkciju potaknuta daljinskim aktivatorom putem veze s mrežom, tada je u umreženom stanju pripravnosti (eng. network standby).
Oprema je umrežena ako se može povezati s mrežom i ima barem jedan mrežni priključak. Visoke je mrežne raspoloživosti ("oprema HiNA", eng. networked equipment with high network availability) ona oprema čija je glavna funkcija barem jedna od sljedećih funkcionalnosti, i samo njih: usmjerivač, mrežna sklopka, točka pristupa bežičnoj mreži, čvorište (računalne mreže), modem, VoIP telefon, videofon. Umrežena oprema je s funkcijama visoke mrežne raspoloživosti” (oprema s funkcijama HiNA, eng. networked equipment with high network availability functionality) tj. oprema s funkcijama usmjerivača, mrežne sklopke, točke pristupa bežičnoj mreži ili kombinacije tih funkcija, pri čemu ta oprema nije oprema HINA.